# Quinto Calpurnio Pisone
Quinto Calpurnio Pisone  (in latino Quintus Calpurnius Piso; fl. II secolo a.C.) è stato un politico e militare romano.

## Biografia
Eletto console nel 135 a.C. con Servio Fulvio Flacco, fu inviato dal Senato in Spagna contro la città di Numanzia. Invece di attaccare la città, Pisone si limitò a saccheggiare le campagne intorno alla città di Pallantia .